# Linda McQuaig
Linda Joy McQuaig, née en septembre 1951 à Toronto, est une journaliste, chroniqueuse et essayiste canadienne. Elle est surtout connue pour sa série de livres à succès qui défient l'idéologie économique libérale dominante des dernières décennies. Ses livres plaident en faveur d'une répartition plus égalitaire du pouvoir, des revenus et de la richesse. Le journal National Post qualifie notamment McQuaig de « Michael Moore du Canada »,,.
En octobre 2016, l'un des ouvrages de Linda McQuaig, Shooting the Hippo: Death by Deficit and other Canadian Myths, est nommé par la Literary Review of Canada comme l'un des 25 livres canadiens les plus influents des 25 dernières années,.

## Jeunesse et vie personnelle
Linda McQuaig est née en septembre 1951 dans une famille torontoise de la classe moyenne qu'elle a qualifiée d'engagée et intéressée à la politique. Son père Jack, qu'elle a qualifié de « politiquement conservateur mais avec un sens aigu de la justice sociale », est le fondateur du McQuaig Institute of Executive Development et a écrit une demi-douzaine de livres sur le leadership et le développement personnel. La mère de McQuaig, Audrey, a également reçu une formation de psychologue, mais a abandonné sa carrière pour élever Linda McQuaig, sa sœur Wendy et ses frères Peter, Don et John,.
De sept à neuf ans, Linda McQuaig écrit et publie le DeVere Weekly, un journal d'une page portant le nom de la rue de Toronto où vivait sa famille. De 1963 à 1970, elle fréquente Branksome Hall, une école privée pour filles de Toronto. Elle y devient présidente de la société de débat et mène à deux reprises son école à la victoire au tournoi de débat sur invitation de Ridley. Elle y obtient la médaille du Gouverneur général pour la réussite scolaire. Plus tard, elle fréquente l'Université de Toronto, où elle travaille au journal étudiant The Varsity, dont elle est co-rédactrice en chef avec Thomas Walkom. Elle est diplômée de l'Université de Toronto en 1974 avec un BA spécialisé en histoire et théorie politique.
Dans les années 1970, Linda McQuaig et quatre amis sont copropriétaires d'une maison qu'ils appellent The Pit, dans l'est de Toronto, où ils organisent fréquemment des fêtes et des dîners pour des amis du milieu universitaire, des médias et des arts. En 1976, elle passe un an à Paris, où elle apprend le français et écrit un roman jamais publié. Au milieu des années quatre-vingt, Linda McQuaig et deux amies créent The Make-Out Game, un jeu de société qu'elle décrit comme « une satire sur les différentes façons dont les hommes et les femmes abordent le sexe ». Au début des années 1990, elle épouse l'avocat de la défense pénale Fred Fedorsen, avec qui elle a une fille, Amy. Ils divorcent en 1994.

## Carrière

### Journaliste, essayiste
Linda McQuaig commence à travailler comme journaliste alors qu'il est encore étudiante à l'Université de Toronto, écrivant d'abord pendant un an puis co-éditant The Varsity, en alternant les rôles chaque année. En 1974, elle est embauchée comme journaliste à temps plein par le journal The Globe and Mail. En 1977, elle est devient productrice d'histoires pour l'émission As It Happens de CBC Radio . En 1979, elle se rend à Téhéran pour travailler comme journaliste indépendante pour la CBC, pour The Globe and Mail et pour le magazine Maclean's. Elle couvre les séquelles de la révolution iranienne qui a renversé le Shah. En 1981, elle rejoint Maclean's en tant que rédactrice principale. En 1982, prend un congé pour couvrir la guerre du Liban de 1982 depuis le Liban, Israël et la Cisjordanie.
En 1983, Linda McQuaig écrit un article en deux parties pour Maclean's avec son rédacteur en chef adjoint de l'époque, Ian Austen, enquêtant sur la question de savoir si le financier canadien Conrad Black avait tenté d'influencer de manière inappropriée le procureur général de l'Ontario pour qu'il arrête une enquête sur sa tentative de prise de contrôle de Hanna Mining Company, basée en Ohio. Des années plus tard, Black a décrit Linda McQuaig dans sa chronique du Toronto Sun comme une « journaliste de gauche désagréable et pas très brillante » qui écrit « des livres de gauche de deuxième année et soporifères », et a dit à l'animateur Peter Gzowski sur CBC Radio que Linda McQuaig méritait d'être « horsewhipped ». Plus tard, Linda McQuaig est embauchée comme chroniqueuse indépendante pour le journal de Conrad Black, le National Post.
Linda McQuaig retourne en 1984 au Globe en tant que journaliste politique. Elle s'y impose pour la première fois à l'échelle nationale en 1989 par sa découverte de l'affaire Patti Starr, dans laquelle Patti Starr, ancienne PDG de la Place de l'Ontario, avait utilisé illégalement des fonds de bienfaisance pour faire des dons politiques. Pour cette enquête, Linda McQuaig reçoit un National Newspaper Award.
Elle bénéficie en 1991 d'une bourse Atkinson en politique publique pour étudier les systèmes de protection sociale en Europe et en Amérique du Nord. Cela conduit la Fondation Atkinson à publier en 1992 un rapport spécial de 51 pages de Linda McQuaig intitulé Les programmes sociaux du Canada: sous l'attaque,.
Depuis 1992, Linda McQuaig écrit une chronique dans le Toronto Star. Ses revenus proviennent de ses contributions de journaliste indépendante, par ses conférences et par les droits d'auteur qu'elle perçoit ses livres.

### Politique fédérale
Le 6 août 2013, Linda McQuaig annonce qu'elle sollicite la nomination du Nouveau Parti démocratique pour se présenter à l'élection partielle imminente de Toronto-Centre. Le 15 septembre, elle remporte la nomination au premier tour de scrutin. L'élection pour remplacer Bob Rae est cependant remportée par la libérale Chrystia Freeland. Linda McQuaig se présente à nouveau aux élections fédérales de 2015, perdant face au libéral Bill Morneau. Au cours de cette campagne, elle est prise à partie par le premier ministre Stephen Harper après avoir déclaré dans une émission de CBC-TV qu'une grande partie du pétrole des sables bitumineux d'Athabasca devrait être laissée dans le sol si le Canada veut atteindre ses objectifs en matière de changement climatique,.

## Thèmes
Linda McQuaig est surtout connue pour sa série de livres et ses chroniques journalistiques qui décrivent comment l'élite des entreprises a réussi à façonner la politique économique et sociale du gouvernement d'une manière nuit à l'intérêt public.
Son premier livre, Behind Closed Doors (1987), relate l'histoire de la lutte sur la politique fiscale au Canada, détaillant comment les membres de l'élite financière ont maintenu et étendu à leur avantage le contrôle sur la politique fiscale du pays.
The Quick and the Dead (1991) raconte l'histoire de l'accord de libre-échange entre le Canada et les États-Unis et son impact négatif sur le Canada.
Le livre à succès qu'elle publie en 1993, The Wealthy Banker's Wife, compare les systèmes de protection sociale de l'Europe à ceux des États-Unis et montre comment le Canada, traditionnellement au milieu des deux extrêmes, s'oriente de plus en plus vers le modèle américain.
Son livre de 1995, Shooting the Hippo, est en tête de la liste nationale des best-sellers du Globe and Mail pendant plus de deux mois. Dans ce livre, Linda McQuaig soutient que les politiciens et le milieu des affaires ont induit le public canadien en erreur en affirmant que l'augmentation des dépenses sociales fait grimper le déficit national, obligeant ainsi le gouvernement à réduire les dépenses sociales. Le livre conteste la gravité du déficit et soutient que la cause principale du déficit est la politique radicalement anti-inflationniste de la Banque du Canada, qui selon elle fait monter les taux d’intérêt et plonge le pays dans la récession.
Le culte de l'impuissance (1998) conteste l'idée que les pays n'ont pas d'autre solution que de se soumettre aux demandes des entreprises pour des réductions d'impôts et des dépenses sociales, ou risquer que les détenteurs de richesse déplacent leurs capitaux à l'étranger. Elle note que, dans l’après-guerre, les pays ont créé des règles financières internationales qui empêchent une mobilité excessive des capitaux, et que de telles restrictions sont encore possibles dans l’économie mondiale moderne. Ce qui a changé, ce n'est pas tant la technologie que l'insistance politique des intérêts des entreprises pour arriver à leurs fins.
Dans All You Can Eat (2001), Linda McQuaig examine comment les nouvelles règles financières internationales et les accords commerciaux concilient une forme radicale de capitalisme, conduisant à une profonde inégalité et à la déresponsabilisation du peuple. S'appuyant sur les travaux de l'historien économique et anthropologue Karl Polanyi, Linda McQuaig décrit comment le nouveau capitalisme ne fait pas partie d'une évolution naturelle mais plutôt d'une refonte délibérément imposée de la société en contradiction avec le besoin humain fondamental de communauté.
It's The Crude, Dude: War, Big Oil and the Fight for the Planet (2004) examine comment la recherche de pétrole a longtemps façonné la politique étrangère américaine, culminant avec l'invasion de l'Irak par George W. Bush, alors même que le réchauffement climatique rendait mondialement impératif de réduire la consommation de pétrole.
It's the Crude, Dude: Greed, Gas, War and the American Way (2006) est une version actualisée du livre de McQuaig de 2004, enrichie d'informations supplémentaires relatives aux États-Unis.
Dans Holding the Bully's Coat: Canada and the US Empire (2007), Linda McQuaig soutient que le Canada devrait cesser de soutenir les États-Unis dans leur rôle de puissance impérialiste.
Dans The Trouble with Billionaires (2010), Linda McQuaig et son co-auteur Neil Brooks, professeur de politique fiscale à la Osgoode Hall Law School de Toronto, examinent la montée de la classe milliardaire et son impact négatif sur la société ; ils plaident pour un système fiscal plus progressif.
Billionaires 'Ball: Gluttony and Hubris in an Age of Epic Inequality (2012) est une version de The Trouble with Billionaires avec l'accent mis sur les politiques économiques aux États-Unis.
Les articles de journaux de Linda McQuaig portent sur des questions comme l'importance de maintenir un solide filet de sécurité sociale, les effets néfastes de la privatisation, du commerce et de la mondialisation, et l'influence de l'argent sur la politique.

## Ouvrages
- 1987 – Behind Closed Doors: How the Rich Won Control of Canada's Tax System ... And Ended Up Richer, Toronto, Penguin Books  (ISBN 0-670-81678-7).
- 1991 – The Quick and the Dead: Brian Mulroney, Big Business and the Seduction of Canada, Toronto, Penguin Books  (ISBN 0-670-83305-3).
- 1993 – The Wealthy Banker's Wife: The Assault on Equality in Canada, Toronto, Penguin Books –  (ISBN 0-14-023065-3).
- 1995 – Shooting the Hippo: Death by Deficit and Other Canadian Myths, Toronto, Penguin Books  (ISBN 978-0-670-84767-9).
- 1998 – The Cult of Impotence: Selling the Myth of Powerlessness in the Global Economy, Toronto, Penguin Books  (ISBN 0-670-87278-4).
- 2001 – All You Can Eat: Greed, Lust and the New Capitalism, Toronto, Penguin Books  (ISBN 978-0-14-026222-3).
- 2004 – It's the Crude, Dude: War, Big Oil and the Fight for the Planet, Toronto, Doubleday Canada  (ISBN 978-0-385-66011-2).
- 2006 – It's the Crude, Dude: Greed, Gas, War and the American Way, New York, St. Martin's Press  (ISBN 978-0-312-36006-1).
- 2007 – Holding the Bully's Coat: Canada and the U.S. Empire, Toronto, Doubleday Canada  (ISBN 978-0-385-66012-9).
- 2010 – The Trouble with Billionaires (co-authored with Neil Brooks), Toronto, Viking Canada  (ISBN 978-0-670-06419-9).
- 2012 – Billionaires' Ball: Gluttony and Hubris in an Age of Epic Inequality (co-authored with Neil Brooks), Boston, Beacon Press  (ISBN 978-0-8070-0339-8).
- 2019 - The Sport and Prey of Capitalists: How the Rich Are Stealing Canada's Public Wealth, Toronto, Dundurn Press  (ISBN 978-1-45974-366-3)[28].

## Sources
- (en) Cet article est partiellement ou en totalité issu de l’article de Wikipédia en anglais intitulé « Linda McQuaig » (voir la liste des auteurs).